# Sant’Agata li Battiati
Sant’Agata li Battiati – miejscowość i gmina we Włoszech, w regionie Sycylia, w prowincji Katania.
Według danych na rok 2004 gminę zamieszkuje 10 289 osób, 3429,7 os./km².